# Yannick Pelletier

Yannick Pelletier, Mitropa Cup 2019

Yannick Pelletier (Biel, 22 september 1976) is een Zwitserse schaker met FIDE-rating 2544 in 2018. Hij is sinds 2001 een grootmeester (GM). Hij was vijf keer kampioen van Zwitserland. In februari 2015 was hij de op een na beste Zwitserse schaker, na Vadim Milov. 

## Individuele resultaten
Reeds op tienjarige leeftijd speelde Pelletier mee in de Zwitserse kampioenschappen voor schaakverenigingen. 
In 1995, 2002, 2010, 2014 en 2017 was hij kampioen van Zwitserland. 
Van 17 t/m 29 juli 2005 speelde Pelletier mee in het Biel grootmeestertoernooi en eindigde daar met 5 punten uit tien ronden op de derde plaats. Andrej Volokitin werd eerste met 6 punten.  

## Resultaten in schaakteams
Pelletier nam met het Zwitserse nationale team deel aan alle tien Schaakolympiades die werden gehouden tussen 1996 en 2014. Ook nam hij deel aan het Wereldkampioenschap schaken voor landenteams in 1997 en aan alle tien de Europese kampioenschappen schaken voor landenteams sinds 1997.

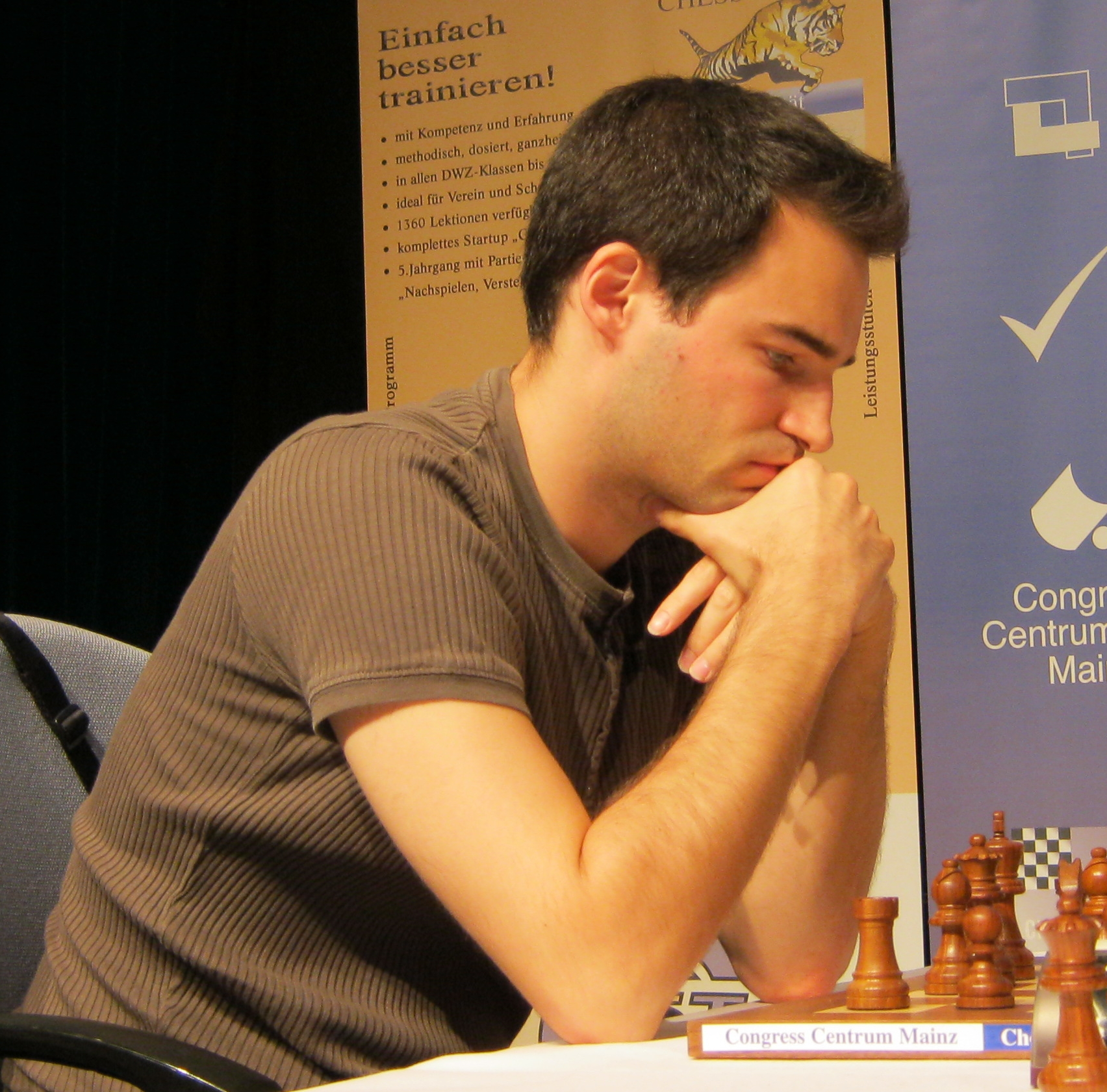
Yannick Pelletier in 2010

## Schaakverenigingen
In Zwitserland speelt Pelletier sinds 2008 voor Schachgesellschaft Zürich, waarmee hij in 2008, 2009, 2010 en 2016 kampioen van Zwitserland werd en hij nam in 2011, 2012, 2014 en 2015 deel aan de European Club Cup. Daarvoor speelde hij bij de SG Biel, waarmee hij in 2000, 2001 en 2004 kampioen van Zwitserland werd. In de Zwitserse groepskampioenschappen speelt Pelletier bij Echiquier Bruntrutain Porrentruy, van 2012 tot 2014 speelde hij voor SK Réti Zürich en werd met deze vereniging in 2012/13 en 2013/14 groepskampioen van Zwitserland. Daarvoor speelde hij voor het team van Valais, waarmeer hij in 2009/10 en 2010/11 groepskampioen van Zwitserland was. 
In Duitsland speelde hij van 1996 tot 1998 in de tweede Bundesliga bij TSV Schott Mainz, in seizoen 1998/99 in de eerste Bundesliga bij SK Zähringen en van 1999 tot 2008 in de eerste Bundesliga voor Werder Bremen, waarmee hij in 2001 deelnam aan de European Club Cup en in seizoen 2004/05 kampioen van Duitsland werd. 
In Frankrijk speelde Pelletier tot 2004 bij Club de Mulhouse Philidor, vervolgens tot 2013 voor Club de Clichy-Echecs-92, waarmee hij in 2007, 2008, 2012 en 2013 kampioen van Frankrijk werd. In 2006, 2007 en 2008 nam hij met Club de Clichy-Echecs-92 deel aan de European Club Cup, in seizoen 2013/14 deed hij dat met Les Tours de Haute Picardie, in seizoen 2014/15 met Montpellier Echecs en in 2016 met Bischwiller. In de Spaanse competitie voor schaakteams speelde Pelletier van 2004 tot 2007 voor UGA Barcelona.

## Shogi
In Shogi is hij meester, eerste dan, met per januari 2016 een Elo-rating 1820. Hij is de enige actieve Shogi-speler in Zwitserland. In 2014 won hij twee toernooien in Frankrijk en nam hij namens Zwitserland deel aan het zesde internationale Shogi Forum in Shizuoka.

## Trivia
In 2005 won hij in 15 zetten van Magnus Carlsen, de latere wereldkampioen.

## Externe koppelingen
- (en)   Informatie over schaakpartijen van Yannick Pelletier op ChessGames.com
- (en)   Informatie over schaakpartijen van Yannick Pelletier op 365chess.com
- (en)  FIDE-ratinggegevens voor Yannick Pelletier